# Emily Ruete
Emily Ruete, nota anche come Salme (Zanzibar, 30 agosto 1844 – Jena, 29 febbraio 1924), fu una principessa, figlia del sultano di Zanzibar, che visse nel XIX secolo.
Scrisse un libro autobiografico dal titolo Memorie di una principessa araba, descrivendo la propria vita a corte. Quest'opera ha un grande valore per lo studio delle monarchie di Zanzibar e Oman, poiché si tratta dell'unico testo di questo genere scritto da una donna (sia a Zanzibar che nell'Oman, alle donne non veniva insegnato a scrivere, e l'unica lettura loro consentita era quella del Corano). A Salme è dedicata una stanza del Museo del Palazzo (Palace Museum) di Stone Town, a Zanzibar, un tempo dimora della famiglia del sultano.

## Biografia

### Gli anni a Zanzibar
Sayyida Salme (Salama) nacque a Beit el Mtoni, il più antico palazzo omanita dell'isola di Zanzibar, il 30 agosto 1844. 
Figlia di Sa'id bin Sultan, sultano di Zanzibar e dell'Oman, e della concubina circassa Jilfidan, Salme visse i primi sette anni della sua vita nel palazzo in cui era nata per poi trasferirsi, insieme alla madre, a Beit el Watoro, nella residenza del fratello e futuro sultano Majid ben Said.
In questo periodo la principessa si dedica al tiro con l'arco e all'equitazione anche grazie all'incoraggiamento del fratello maggiore.
Come tutte le figlie del sultano, anche Salme imparò a leggere nella scuola dedicata a lei e ai suoi fratelli, e dedicava molta attenzione alla cura del suo aspetto. 
Lei stessa, nella sua autobiografia, scrive che tutte le figlie e tutti i figli del sultano dovevano avere i capelli in ordine ed indossare abiti appropriati per presentarsi al cospetto del padre. Salme specifica anche che il sultano era molto affettuoso con tutti i figli e sembrava avere una certa predilezione per le figlie femmine.
Nel 1853, a causa dei frequenti dissidi con la moglie del fratello, Salme e la madre si trasferirono a Beit el Tani, un'altra residenza del sultano.
Nel 1856 il sultano muore e Salme eredita un palazzo e una piantagione; tre anni dopo muore anche la madre e alla principessa vengono assegnate altre tre piantagioni. 
In questo periodo Zanzibar diventa un Sultanato indipendente; Thuwaini ibn Said al-Said, uno dei numerosi fratelli di Salme, diventa sultano dell'Oman, mentre Majid sultano di Zanzibar. La famiglia di Salme e il Sultanato si sgretolano, dando il via ad un periodo particolarmente turbolento che culminò con lo scontro tra Majid e un altro fratello, Barghash bin Sa'id. Il legittimo sultano sconfisse l'usurpatore e lo costrinse ad un esilio a Bombay.
Salme, che durante gli scontri si era ritirata nei suoi possedimenti, si riavvicina al nuovo sultano e va a vivere a Mji Mkongwe, l'odierna Stone Town.
In città Salme incontra Rudolph Heinrich Ruete, un uomo d'affari tedesco. La principessa racconta che i primi contatti con l'uomo avvennero dalla finestra; ben presto, nel 1866, gli sguardi a distanza si trasformarono in una relazione e Salme rimase incinta.
Suo fratello Majid venne informato e lei, rischiando la condanna a morte per lapidazione, scappò con l'uomo che diventò suo marito grazie all'aiuto del console inglese.

### Gli anni in Germania

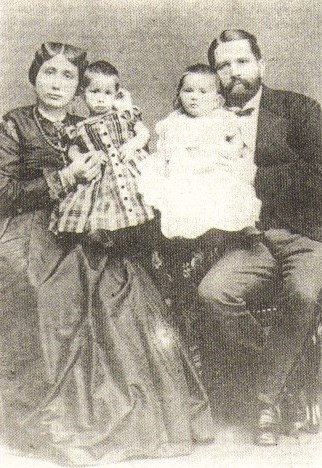
Emily Ruete in abiti europei ritratta con la sua famiglia

La fuga di Salme da Zanzibar ha inizio quando lo stato di gravidanza è già avanzato e il primogenito della principessa e dell'uomo d'affari nacque ad Aden, nello Yemen. Qui Salme viene battezzata assumendo il nome di Emily.
Prima di raggiungere la Germania, nel giugno 1867, il figlio di Emily muore durante il passaggio in Francia.
I coniugi Ruete si stabilirono ad Amburgo e nel 1868 nacque una bambina; la coppia darà alla luce altri due figli, un maschio e una femmina, in appena quattro anni, poi Rudolph morì lasciando Emily vedova e sola.
A seguito della sua fuga da Zanzibar, il sultano confiscò tutti i beni di Emily che trascorse anni difficili in terra straniera, confortata, come lei stessa scrive, dall'amore dei figli.
Seppur in grosse difficoltà, anche economiche, Emily non smise mai di tenere i contatti con la terra di origine. Nel 1875, quando seppe che il fratello Barghash, divenuto sultano di Zanzibar dopo la morte di Majid, sarebbe andato in visita a Londra, decise di imparare l'inglese ed intraprese un viaggio verso l'Inghilterra. Nonostante gli sforzi, tuttavia, le fu negato il consenso di incontrare il fratello e la Regina Vittoria, quindi fece ritorno in Germania dai suoi figli.
Dieci anni dopo, grazie all'intervento di Otto von Bismarck, Emily organizzò una visita, con i suoi figli, a Zanzibar: il viaggio, reso possibile anche dall'apertura del canale di Suez, fu lungo e terminò l'11 agosto 1885.
Una volta riconosciuta, gli abitanti di Zanzibar andarono a farle visita mostrando l'affetto e il rispetto dovuto ad una principessa, nonostante lei fosse fuggita e avesse cambiato nome, religione e status sociale; il sultano però, non contento delle attenzioni che la sorella riceveva, inflisse punizioni a chi le rendeva visita e tentò di isolarla. Dopo alcuni mesi trascorsi nella terra natia, Emily e i suoi figli intrapresero il viaggio di ritorno in Germania.
Una volta rientrata in Europa, Emily concluse la sua autobiografia, e nel 1886 la pubblicò.
Il 29 febbraio 1924, a 79 anni, Emily Ruete morì a Jena a causa di una polmonite.